# Џејмс Вајзман
Џејмс Монтејнес Вајзман (енгл. James Monteinez Wiseman; Нешвил, Тенеси, 31. март 2001) амерички је кошаркаш. Игра на позицији центра, а тренутно наступа за Индијана пејсерсе.
На НБА драфту 2020. одабрали су га Голден Стејт вориорси као другог пика.

## Успеси

### Клупски
- Голден Стејт вориорси:
  - НБА (1): 2021/22.